# Ала ад-дін Імад-шах
Ала ад-дін Імад-шах (перс. علاء الدین عماد شاه; д/н — 1530) — 2-й султан Берару у 1504—1530 роках.

## Життєпис
Старший син Фатхулли. Замолоду брав участь у походах батька. У 1482—1486 роках обіймав посаду тарафа (намісника) Берару. 1486 року сюди було заслано Фатхуллу. 1490 року після оголошення останнім незалежного Берарського султанату став спадкоємцем трону. 1504 року після смерті батька отримав владу. Переніс столицю до Кавеля
У 1505 році не підтримав бахманідського вакіля Амір Баріда, що спільно з ахмеднагарським султаном Маліком Ахмадом Нізам-шахом I атакував біджапурського султана Юсуфа Аділ-шаха, що в значній мірі допомогло останньому відбити напад. 1508 року визнав хандеського султана Алам-хана.
У 1514 році прийняв у себе бахманідського султана Махмуд-шаха, що втік з-під опіки Амір Баріда. Під приводом допомоги втікачеві Імад-шах на чолі війська просунувся до Гульбарги, де знаходився Амір Барід. В цей час Махмуд-шах перейшов на бік останнього, залишивши Імад-шаха в складній ситуації, але він зміг відійти без серйозних втрат.
1522 року доєднався до коаліції на чолі із бідарським султаном Амір Барідом I проти біджапурського султана Ісмаїла Аділ-шаха, але останній зміг захистити себе та свої володіння, перетягнувши на свій бік Ахмеднагарський султанат.
Наприкінці 1524 року уклав союз з ахмеднагарським султаном з Бурхан-шахом I для захоплення фортеці Шолапур, яку Ісмаїл Аділ-шах обіцяв тому як посаг своїй сестрі Маріам, коли вона вийшла заміж за Бурхана. Ісмаїл витримав подвійну атаку, і 1525 року Імад-шах з союзником був змушений відступити.
У 1527 році гуджаратський султан Бахадур-шах звернувся по допомогу до Імад-шаха проти Бідарського султанату, війська якого зайняв фортеці Махур і Рамгір, які належали Худаванд Хану, міністру Бахадур-шаха. У відповідь берарське військо атакувало султана Амір Баріда I, відвоювавши ці фортеці, які Імад-шах приєднав до своїх земель. У відповідь на це Бурхана-шах I виступив проти Берару, але Імад-шах за підтримки біджапурського султана Ісмаїла Аділ-шаха та голкондського султана Кулі Кутб-шаха завдав тому поразки і зайняв фортецю Патрі, що належала ахмеднагарському султану. В свою чергу Бурхана-шаху I на допомогу прийшов гуджаратський султан Бахадур-шах, який повернув після 2-місячної облоги Махур і Рамгір, зруйнувавши їх. Потім гуджарато-ахмеднагарське військо вдерлося до Берарського султанату, сплюндрувавши значні території.
Імад-шах втік до Бурханпура, де попросив допомоги у хандеського султана Мірана Мухаммад-шаха I, але й спільно з ним берарський султан зазнав поразки. Тоді Міран Мухаммад-шах I звернувся по допомогу до свого вуйка — гуджаратського султана Бахадур-шаха. Останній 1528 року завдав поразки Ахмеднагарському султанату. Але у Джалнапурі вирішив захопити Берар, але Імад-шах, здогадавшись про його задум, визнав його зверхність і наказавши читати хутбу від його імені, що дозволило йому врятувати державу. Потім разом з гуджаратським військом Імад-шах продовжив наступ на Бурхан-шах I. 
1528 року одружився з Хадіджею, сестрою біджапурського султана Ісмаїла Аділ-шаха. У 1529 році під час нової кампанії гуджаратського султана проти Ахмеднагару, підтримав Бурхана-шаха I, але союзники зазнали поразки в битві біля Бурханпура. Помер невдовзі після неї 1530 року. Владу спадкував його син Дар'я Імад-шах.